# Las Animas, Colorado
Las Animas är administrativ huvudort i Bent County i Colorado. Enligt 2010 års folkräkning hade Las Animas 2 410 invånare.